# Rue du Cygne
Rue du Cygne är en gata i Quartier des Halles i Paris första arrondissement. Gatans namn är av oklart ursprung. Rue du Cygne börjar vid Boulevard de Sébastopol 59 och slutar vid Rue de Turbigo 8 bis och Rue Mondétour 28.

## Omgivningar
- Saint-Leu-Saint-Gilles
- Saint-Gervais-Saint-Protais
- Rue de la Grande-Truanderie
- Rue Rambuteau
- Rue des Prêcheurs
- Rue de la Cossonnerie

## Bilder
| - Gatuskylt. - Saint-Leu-Saint-Gilles. - Saint-Gervais-Saint-Protais. |

## Kommunikationer
- Tunnelbana – linje  – Étienne Marcel
- Busshållplats Sébastopol – Étienne Marcel – Paris bussnät

### Webbkällor
- ”Rue du Cygne”. Mairie de Paris. https://web.archive.org/web/20150910070027/http://www.v2asp.paris.fr/commun/v2asp/v2/nomenclature_voies/Voieactu/2496.nom.htm. Läst 21 oktober 2023.
- ”Rue du Cygne”. Les rues de Paris. https://web.archive.org/web/20190901213058/http://www.parisrues.com/rues01/paris-01-rue-du-cygne.html. Läst 21 oktober 2023.